# Danh sách công ty Việt Nam
Nền kinh tế Việt Nam chủ yếu được định hình bởi Đảng Cộng sản Việt Nam với Kế hoạch 5 năm được thông qua trong Hội nghị thường kỳ của Ban Chấp hành Trung ương và Đại hội Đại biểu toàn quốc.
Ngành chế tạo, công nghệ thông tin và các ngành công nghiệp công nghệ cao hiện nay thiết lập nên một bộ phận lớn mạnh và phát triển nhanh chóng của nền kinh tế quốc dân. Mặc dù Việt Nam mới gia nhập ngành công nghiệp dầu khí ở mức tương đối nhưng đây hiện là nhà sản xuất dầu mỏ lớn thứ ba tại Đông Nam Á với tổng sản lượng năm 2011 là 318.000 thùng/ngày (tương đương 50.600 m³/ngày). Năm 2010, Việt Nam đứng thứ 8 trong số các nhà sản xuất dầu thô lớn nhất khu vực châu Á-Thái Bình Dương.
Dưới đây là danh sách các công ty tiêu biểu ở Việt Nam, được phân loại theo chuẩn ICB (Industry Classification Benchmark).

## Các doanh nghiệp lớn nhất

### Danh sách của VNR500
Dưới đây là danh sách các công ty lớn nhất ở Việt Nam dựa trên bảng xếp hạng VNR500 - Top 500 doanh nghiệp lớn nhất Việt Nam, chủ yếu tính theo doanh thu.
| Thứ hạng năm 2014 | Tên công ty                                | Tên khác                                             | Ngành nghề    | Hình thức sở hữu    | Trụ sở                           |
| ----------------- | ------------------------------------------ | ---------------------------------------------------- | ------------- | ------------------- | -------------------------------- |
| 1                 | Tập đoàn Dầu khí Việt Nam                  | Petrovietnam (PVN)                                   | Dầu khí       | Nhà nước            | Quận Đống Đa, Hà Nội             |
| 2                 | Samsung Electronics Việt Nam               |                                                      | Điện tử       | Nước ngoài          | Huyện Thuận Thành, tỉnh Bắc Ninh |
| 3                 | Tập đoàn Xăng dầu Việt Nam                 | Petrolimex                                           | Dầu khí       | Nhà nước            | Quận Đống Đa, Hà Nội             |
| 4                 | Tập đoàn Điện lực Việt Nam                 | - Vietnam Electricity - EVN (Électricité du Vietnam) | Cơ sở hạ tầng | Nhà nước            | Quận Hoàn Kiếm, Hà Nội           |
| 5                 | Tập đoàn Công nghiệp – Viễn thông Quân đội | Viettel                                              | Viễn thông    | Nhà nước (quân đội) | Huyện Từ Liêm, Hà Nội            |

### Danh sách Forbes Global 2000
Dưới đây là danh sách chiếu theo bảng xếp hạng Forbes Global 2000 năm 2017, dựa trên bốn thước đo: doanh thu, lợi nhuận, tổng tài sản và giá trị thị trường. Ở đây chỉ liệt kê các công ty đại chúng.
| Thứ hạng | Hình ảnh | Tên công ty                                                       | Doanh thu (triệu đô la Mỹ) | Lợi nhuận (triệu đô la Mỹ) | Tổng tài sản (triệu đô la Mỹ) | Vốn hóa thị trường (triệu đô la Mỹ) |
| -------- | -------- | ----------------------------------------------------------------- | -------------------------- | -------------------------- | ----------------------------- | ----------------------------------- |
| 1633     |          | Ngân hàng Thương mại cổ phần Công Thương Việt Nam (VietinBank)    | 2.700                      | 304                        | 41.700                        | 3.000                               |
| 1656     |          | Ngân hàng thương mại cổ phần Ngoại thương Việt Nam (Vietcombank)  | 2.100                      | 305                        | 34.600                        | 5.800                               |
| 1682     |          | Ngân hàng Thương mại cổ phần Đầu tư và Phát triển Việt Nam (BIDV) | 3.300                      | 275                        | 44.200                        | 2.600                               |
| 1888     |          | Công ty Cổ phần Sữa Việt Nam (Vinamilk)                           | 2.100                      | 396                        | 1.300                         | 9.100                               |

## Các doanh nghiệp tư nhân lớn nhất
Dưới đây là danh sách các công ty tư nhân lớn nhất ở Việt Nam theo bảng xếp hạng VNR500 - Top 500 doanh nghiệp lớn nhất Việt Nam, dựa trên doanh thu.
     Công ty gia đình

     Các doanh nghiệp khác
| Thứ hạng năm 2019 | Tên công ty                       | Tên khác | Ngành nghề                                                  | Trụ sở                                   |
| ----------------- | --------------------------------- | -------- | ----------------------------------------------------------- | ---------------------------------------- |
| 1                 | Tập đoàn Vingroup                 | Vingroup | Đa ngành                                                    | Quận Long Biên, Hà Nội                   |
| 2                 | Thế giới di động                  | TGDD     | Bán lẻ điện thoại di động, thiết bị số và điện tử tiêu dùng | Thành phố Thủ Đức, Thành phố Hồ Chí Minh |
| 3                 | Tập đoàn Vàng bạc Đá quý DOJI     | DOJI     | Vàng bạc, Đá quý                                            | Quận Ba Đình, Hà Nội                     |
| 4                 | Công ty cổ phần ô tô Trường Hải   | THACO    | Ô tô                                                        | Thành phố Thủ Đức, Thành phố Hồ Chí Minh |
| 5                 | Công ty cổ phần Tập đoàn Hòa Phát |          | Sản xuất kim loại                                           | Quận Hai Bà Trưng, Hà Nội                |

## Các hãng/công ty tiêu biểu
Danh sách này bao gồm các công ty nổi bật, đáng chú ý với trụ sở chính đặt tại Việt Nam. Các ngành và lĩnh vực tuân theo phân loại điểm chuẩn phân loại ngành. Các đơn vị đã ngừng hoạt động cũng được liệt kê vào và ghi chú là không còn tồn tại.
     Đang hoạt động

     Thuộc sở hữu nhà nước

     Đã ngừng hoạt động
| Tên                                                                | Ngành              | Lĩnh vực                              |  | Trụ sở                                     | Năm thành lập | Chú thích |
| ------------------------------------------------------------------ | ------------------ | ------------------------------------- |  | ------------------------------------------ | ------------- | --- |
| Air Mekong                                                         | Dịch vụ dân dụng   | Hàng không                            |  | Phú Quốc                                   | 2009          | Dừng hoạt động từ năm 2013 |
| Appota                                                             | Công nghệ          | Phần mềm                              |  | Hà Nội                                     | 2011          | Ứng dụng di động |
| Ngân hàng thương mại cổ phần Á Châu (ACB)                          | Tài chính          | Ngân hàng                             |  | Thành phố Hồ Chí Minh                      | 1993          | Ngân hàng tư nhân |
| Ngân hàng Đầu tư và Phát triển Việt Nam (BIDV)                     | Tài chính          | Ngân hàng                             |  | Hà Nội                                     | 1957          | Ngân hàng nhà nước |
| Tập đoàn Tài chính-Bảo hiểm Bảo Việt                               | Tài chính          | Bảo hiểm trọn bộ                      |  | Hà Nội                                     | 1964          | (bao gồm Tổng Công ty Bảo hiểm Bảo Việt, Tổng Công ty Bảo Việt Nhân thọ, Công ty cổ phần Chứng khoán Bảo Việt, Ngân hàng cổ phần Bảo Việt) |
| Công ty Cổ phần Dược - Trang thiết bị y tế Bình Định (Bidiphar)    | Chăm sóc sức khỏe  | Dược phẩm                             |  | Thành phố Quy Nhơn, tỉnh Bình Định         | 1995          | Y dược |
| Công ty Cổ phần Đường Biên Hòa                                     | Hàng hóa tiêu dùng | Thực phẩm                             |  | Thành phố Biên Hòa, tỉnh Đồng Nai          | 1969          | Mía đường |
| Công ty cổ phần chứng Khoán Biển Việt                              | Tài chính          | Dịch vụ đầu tư                        |  | Hà Nội                                     | 2006          | Đầu tư |
| Công ty Cổ phần Nhựa Bình Minh                                     | Vật liệu thô       | Nguyên liệu hóa chất                  |  | Thành phố Hồ Chí Minh                      | 1977          | Nhựa |
| Công ty Cổ phần Công nghiệp Cao su Miền Nam (Casumina)             | Hàng hóa tiêu dùng | Săm lốp                               |  | Thành phố Hồ Chí Minh                      | 1976          | Săm lốp, cao su |
| Công ty Cát Tiên Sa                                                | Dịch vụ tiêu dùng  | Truyền thông - Giải trí               |  | Thành phố Hồ Chí Minh                      | 1999          | |
| Công ty Trực thăng Miền Trung                                      | Dịch vụ tiêu dùng  | Hàng không                            |  | Đà Nẵng                                    | 1989          | Cho thuê máy bay trực thăng |
| Công ty Cổ phần Xuất nhập khẩu Thủy sản Cửu Long An Giang          | Hàng hóa tiêu dùng | Trồng trọt - Đánh bắt cá              |  | Thành phố Long Xuyên, tỉnh An Giang        | 2003          | Đánh cá |
| Công ty Cổ phần Đại Cát Tường                                      | Hàng hóa tiêu dùng | Quần áo và phụ kiện                   |  | Thành phố Quảng Ngãi, tỉnh Quảng Ngãi      | 2005          | Dệt may, trực thuộc Tập đoàn Dệt May Việt Nam                                                                                              |
| Công ty Cổ phần Cao su Đà Nẵng (DRC)                               | Hàng hóa tiêu dùng | Săm lốp                               |  | Đà Nẵng                                    | 1975          | Săm lốp, cao su |
| Tập đoàn FPT                                                       | Công nghệ          | Phần mềm                              |  | Hà Nội                                     | 1988          | Tư vấn và phát triển công nghệ thông tin                                                                                                   |
| Gmobile                                                            | Viễn thông         | Viễn thông di động                    |  | Hà Nội                                     |               | |
| Tổng công ty Cổ phần Bia – Rượu – Nước giải khát Hà Nội (Habeco)   | Hàng hóa tiêu dùng | Nấu bia                               |  | Hà Nội                                     |               | (Bia Hà Nội) |
| Công ty Cổ phần Giấy Hải Âu                                        | Vật liệu thô       | Giấy                                  |  | Hải Phòng                                  |               | |
| Công ty cổ phần bánh kẹo Hải Hà                                    | Hàng hóa tiêu dùng | Thực phẩm                             |  | Hà Nội                                     |               | |
| Đài Phát thanh - Truyền hình Hà Nội                                | Dịch vụ tiêu dùng  | Phát sóng - Giải trí                  |  | Hà Nội                                     | 1954          | |
| Công ty cổ phần Sữa Hà Nội (Hanoimilk)                             | Hàng hóa tiêu dùng | Đồ uống                               |  | Vĩnh Phúc                                  |               | |
| Highlands Coffee                                                   | Hàng hóa tiêu dùng | Nhà hàng - Quán bar                   |  | Hà Nội                                     |               | |
| Công ty Cổ phần Bê tông Hoà Cầm (Intimex)                          | Công nghiệp        | Vật liệu xây dựng và thiết bị cố định |  | Đà Nẵng                                    |               | |
| Tập đoàn Hoàng Anh Gia Lai                                         | Tập đoàn           | -                                     |  | Thành phố Pleiku, tỉnh Gia Lai             |               | |
| Đài Truyền hình Thành phố Hồ Chí Minh (HTV)                        | Dịch vụ tiêu dùng  | Phát sóng - Giải trí                  |  | Thành phố Hồ Chí Minh                      | 1966          | |
| Công ty Trách nhiệm hữu hạn Bia Huế (Huda)                         | Hàng hóa tiêu dùng | Nấu bia                               |  | Thành phố Huế, tỉnh Thừa Thiên Huế         |               | |
| Indochina Airlines                                                 | Dịch vụ dân dụng   | Hàng không                            |  | Thành phố Hồ Chí Minh                      |               | Dừng hoạt động từ năm 2009 |
| Jetstar Pacific                                                    | Dịch vụ dân dụng   | Hàng không                            |  | Thành phố Hồ Chí Minh                      |               | |
| Khaisilk                                                           | Dịch vụ tiêu dùng  | Nhà hàng - Quán bar                   |  | Thành phố Hồ Chí Minh                      |               | |
| Nhà xuất bản Kim Đồng                                              | Dịch vụ tiêu dùng  | Xuất bản                              |  | Đà Nẵng                                    |               | |
| Công ty cổ phần Kinh Đô                                            | Hàng hóa tiêu dùng | Thực phẩm                             |  | Thành phố Hồ Chí Minh                      |               | |
| Ngân hàng thương mại cổ phần Bưu điện Liên Việt (LienVietPostBank) | Tài chính          | Ngân hàng                             |  | Hà Nội                                     |               | |
| Mekong Capital                                                     | Tài chính          | Công cụ đầu tư vốn cổ phần            |  | Thành phố Hồ Chí Minh                      |               | |
| Tổng công ty Viễn thông MobiFone                                   | Viễn thông         | Viễn thông di động                    |  | Hà Nội                                     |               | |
| Công ty Liên doanh nuôi và phát triển Khỉ Việt Nam (Nafovanny)     | Chăm sóc sức khỏe  | Công nghệ sinh học                    |  | Thị trấn Long Thành, tỉnh Đồng Nai         |               | |
| Công ty Trực thăng miền Bắc                                        | Dịch vụ dân dụng   | Hàng không                            |  | Hà Nội                                     |               | |
| Ngân hàng thương mại cổ phần Phương Đông (OCB)                     | Tài chính          | Ngân hàng                             |  | Thành phố Hồ Chí Minh                      |               | |
| Tập đoàn Xăng dầu Việt Nam (Petrolimex)                            | Dầu khí            | Chiết xuất dầu khí                    |  | Hà Nội                                     |               | |
| Tổng công ty Gas Petrolimex                                        | Dầu khí            | Chiết xuất dầu khí                    |  | Hà Nội                                     |               | |
| Tập đoàn Dầu khí Việt Nam (Petrovietnam)                           | Dầu khí            | Chiết xuất dầu khí                    |  | Hà Nội                                     | 1977          | |
| Tổng Công ty Tài chính Cổ phần Dầu khí Việt Nam (PVFC)             | Tài chính          | Tài chính chuyên biệt                 |  | Hà Nội                                     | 2000          | |
| Tổng công ty Cổ phần Bảo hiểm Dầu khí Việt Nam (PVI)               | Bảo hiểm           | Bảo hiểm trọn bộ                      |  | Hà Nội                                     | 1996          | |
| Công ty Trách nhiệm hữu hạn Phát triển Phú Mỹ Hưng                 | Công nghiệp        | Xây dựng công nghiệp nặng             |  | Thành phố Hồ Chí Minh                      | 1993          | |
| Công ty Cổ phần Sản xuất Thương mại Dịch vụ Phú Phong              | Công nghiệp        | Vật liệu xây dựng và thiết bị cố định |  | Thành phố Hồ Chí Minh                      |               | |
| Hãng phim Phước Sang                                               | Dịch vụ tiêu dùng  | Phát sóng - Giải trí                  |  | Thành phố Hồ Chí Minh                      | 2004          | |
| Tổng công ty Cổ phần Bảo hiểm Petrolimex (PJICO)                   | Tài chính          | Bảo hiểm trọn bộ                      |  | Hà Nội                                     | 1995          | |
| Tổng công ty Bia - Rượu - Nước giải khát Sài Gòn (Sabeco)          | Hàng hóa tiêu dùng | Nấu bia                               |  | Thành phố Hồ Chí Minh                      | 1977          | (Bia Sài Gòn) |
| Tổng công ty Du lịch Sài Gòn (Saigontourist)                       | Dịch vụ tiêu dùng  | Du lịch - Lữ hành                     |  | Thành phố Hồ Chí Minh                      | 1975          | |
| Công ty Cổ phần Cao su Sao vàng                                    | Vật liệu thô       | Nguyên liệu hóa chất                  |  | Hà Nội                                     |               | |
| Công ty Cổ phần Sara Việt Nam                                      | Công nghiệp        | Đào tạo kinh doanh                    |  | Hà Nội                                     | 2002          | Giáo dục công nghệ |
| Công ty Cổ phần Hợp tác kinh tế và Xuất nhập khẩu Savimex          | Hàng hóa tiêu dùng | Trang bị đồ đạc                       |  | Thành phố Hồ Chí Minh                      | 1985          | |
| S-Fone                                                             | Viễn thông         | Viễn thông di động                    |  | Thành phố Hồ Chí Minh                      | 2003          | |
| Công ty Cổ phần Giống Cây trồng Miền Nam                           | Hàng hóa tiêu dùng | Trồng trọt - Đánh bắt cá              |  | Thành phố Hồ Chí Minh                      | 1998          | |
| Công ty Trực thăng Miền Nam                                        | Dịch vụ dân dụng   | Hàng không                            |  | Thành phố Vũng Tàu, tỉnh Bà Rịa – Vũng Tàu | 1998          | |
| Tập đoàn Tân Tạo                                                   | Công nghiệp        | Xây dựng công nghiệp nặng             |  | Thành phố Hồ Chí Minh                      | 1996          | |
| Công ty Trách nhiệm hữu hạn Thương mại Tín Dân                     | Dịch vụ tiêu dùng  | Chống hàng giả và máy móc tự động     |  | Thành phố Hồ Chí Minh                      |               | TND Company |
| Nhà xuất bản Thế Giới                                              | Dịch vụ tiêu dùng  | Xuất bản                              |  | Hà Nội                                     | 1957          | |
| TMA Solutions                                                      | Công nghệ          |                                       |  | Thành phố Hồ Chí Minh                      | 1997          | |
| Nhà xuất bản Trẻ                                                   | Dịch vụ tiêu dùng  | Nhà xuất bản                          |  | Thành phố Hồ Chí Minh                      | 1986          | |
| Trung Nguyên                                                       | Hàng hóa tiêu dùng | Đồ ăn thức uống                       |  | Thành phố Hồ Chí Minh                      | 1996          | |
| TVM Comics                                                         | Dịch vụ tiêu dùng  | Truyền thông                          |  | Thành phố Hồ Chí Minh                      | 2007          | |
| Ngân hàng thương mại cổ phần Ngoại thương Việt Nam (Vietcombank)   | Tài chính          | Ngân hàng                             |  | Hà Nội                                     | 1963          | |
| Ngân hàng Thương mại cổ phần Công Thương Việt Nam (VietinBank)     | Tài chính          | Ngân hàng                             |  | Hà Nội                                     | 1988          | |
| Công ty Cổ phần Hàng không VietJet (VietJet Air)                   | Dịch vụ dân dụng   | Du lịch và thư giãn                   |  | Hà Nội                                     | 2011          | |
| Công ty bay dịch vụ hàng không (VASCO)                             | Dịch vụ dân dụng   | Du lịch và thư giãn                   |  | Thành phố Hồ Chí Minh                      | 1987          | |
| Hãng hàng không Quốc gia Việt Nam (Vietnam Airlines)               | Dịch vụ dân dụng   | Du lịch và thư giãn                   |  | Hà Nội                                     | 1956          | Hãng hàng không quốc gia |
| Công ty Quản lý Quỹ đầu tư Việt Nam                                | Tài chính          |                                       |  | Thành phố Hồ Chí Minh                      | 2006          | |
| Ngân hàng Nông nghiệp và Phát triển Nông thôn Việt Nam (Agribank)  | Tài chính          | Ngân hàng                             |  | Hà Nội                                     | 1988          | (Agribank) |
| Tập đoàn Điện lực Việt Nam (EVN)                                   | Cơ sở hạ tầng      | Điện                                  |  | Hà Nội                                     | 1954          | |
| Tổng Công ty Trực thăng Việt Nam (VNH)                             | Dịch vụ dân dụng   | Du lịch và giải trí                   |  | Hà Nội                                     | 1979          | Hãng hàng không lớn nhất chuyên vận hành trực thăng ở Việt Nam                                                                             |
| Tổng công ty Truyền thông đa phương tiện VTC                       | Dịch vụ tiêu dùng  | Truyền thông                          |  | Hà Nội                                     | 2003          | |
| Viện Dầu khí Việt Nam (VPI)                                        | Dầu khí            | Nhà chế xuất dầu khí                  |  | Hà Nội                                     | 1978          | |
| Tập đoàn Bưu chính Viễn thông Việt Nam (VNPT)                      | Viễn thông         | Viễn thông                            |  | Hà Nội                                     | 2006          | |
| Tổng công ty Đường sắt Việt Nam                                    | Công nghiệp        | Vận tải công nghiệp                   |  | Hà Nội                                     | 1881          | |
| Đài Truyền hình Việt Nam (VTV)                                     | Dịch vụ tiêu dùng  | Phát sóng và giải trí                 |  | Hà Nội                                     | 1970          | |
| Vietnamobile                                                       | Viễn thông         | Viễn thông di động                    |  | Hà Nội                                     | 2009          | |
| Liên doanh Việt-Nga Vietsovpetro                                   | Dầu khí            | Nhà chế xuất dầu khí                  |  | Thành phố Vũng Tàu, tỉnh Bà Rịa – Vũng Tàu | 1981          | |
| Tập đoàn Công nghiệp – Viễn thông Quân đội (Viettel)               | Viễn thông         | Viễn thông di động                    |  | Hà Nội                                     | 2004          | |
| Tổng công ty Viglacera                                             | Công nghiệp        |                                       |  | Hà Nội                                     | 1974          | |
| Vinacafe                                                           | Hàng hóa tiêu dùng | Đồ ăn thức uống                       |  | Thành phố Biên Hòa, tỉnh Đồng Nai          | 1969          | |
| Tập đoàn Công nghiệp Than - Khoáng sản Việt Nam (Vinacomin)        | Vật liệu thô       | Tài nguyên thô                        |  | Thành phố Hạ Long, tỉnh Quảng Ninh         | 1995          | |
| Vinamilk                                                           | Hàng hóa tiêu dùng | Đồ ăn thức uống                       |  | Thành phố Hồ Chí Minh                      | 1976          | |
| Vinaphone                                                          | Viễn thông         | Viễn thông di động                    |  | Hà Nội                                     | 1996          | |
| Tổng Công ty Cổ phần Tái bảo hiểm quốc gia Việt Nam (Vinare)       | Tài chính          | Ngân hàng                             |  | Hà Nội                                     | 1995          | |
| Tập đoàn Dệt May Việt Nam (Vinatex)                                | Hàng hóa tiêu dùng | Đồ dùng cá nhân                       |  | Hà Nội                                     | 1995          | |
| Công ty Cổ phần Khoáng sản, Bao bì & Nhựa Vinavico                 | Công nghiệp        |                                       |  | Hà Nội                                     | 2003          | |
| VNG                                                                | Công nghệ          |                                       |  | Thành phố Hồ Chí Minh                      | 2004          | |
| Công ty Trách nhiệm hữu hạn Ô tô Thế giới                          | Hàng hóa tiêu dùng | Ô tô                                  |  | Thành phố Hồ Chí Minh                      | 2006          | |
| Công ty Trách nhiệm hữu hạn Minh Long 1                            | Hàng hóa tiêu dùng | Gốm sứ                                |  | Thành phố Thuận An                         | 1970          | Gốm sứ cao cấp |
| Công ty Cổ phần Logistics Hàng Không (ALS)                         | Dịch vụ logistics  | Warehouse & Transportation            |  | Hà Nội                                     | 2007          | |

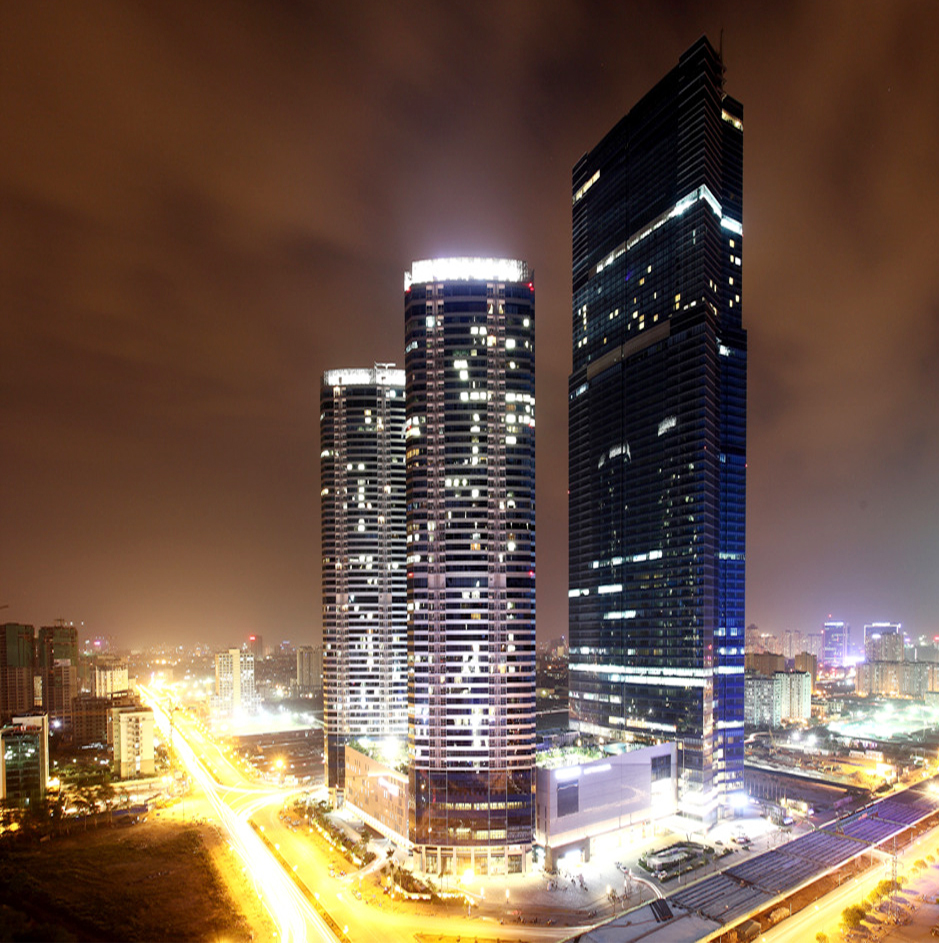
Khu phức hợp Keangnam Hanoi Landmark Tower nằm tại quận Nam Từ Liêm.
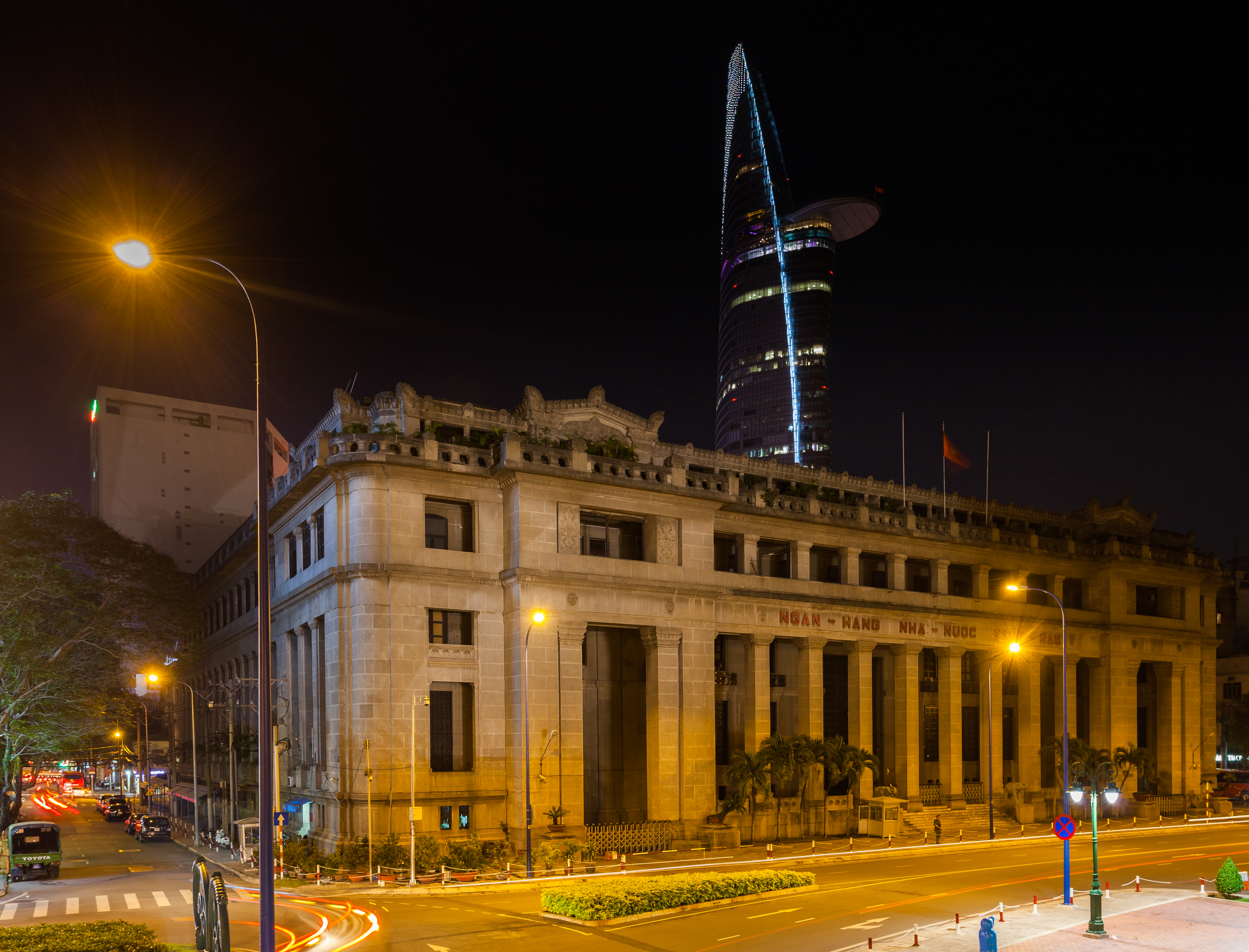
Ngân hàng Nhà nước Việt Nam chi nhánh Thành phố Hồ Chí Minh.
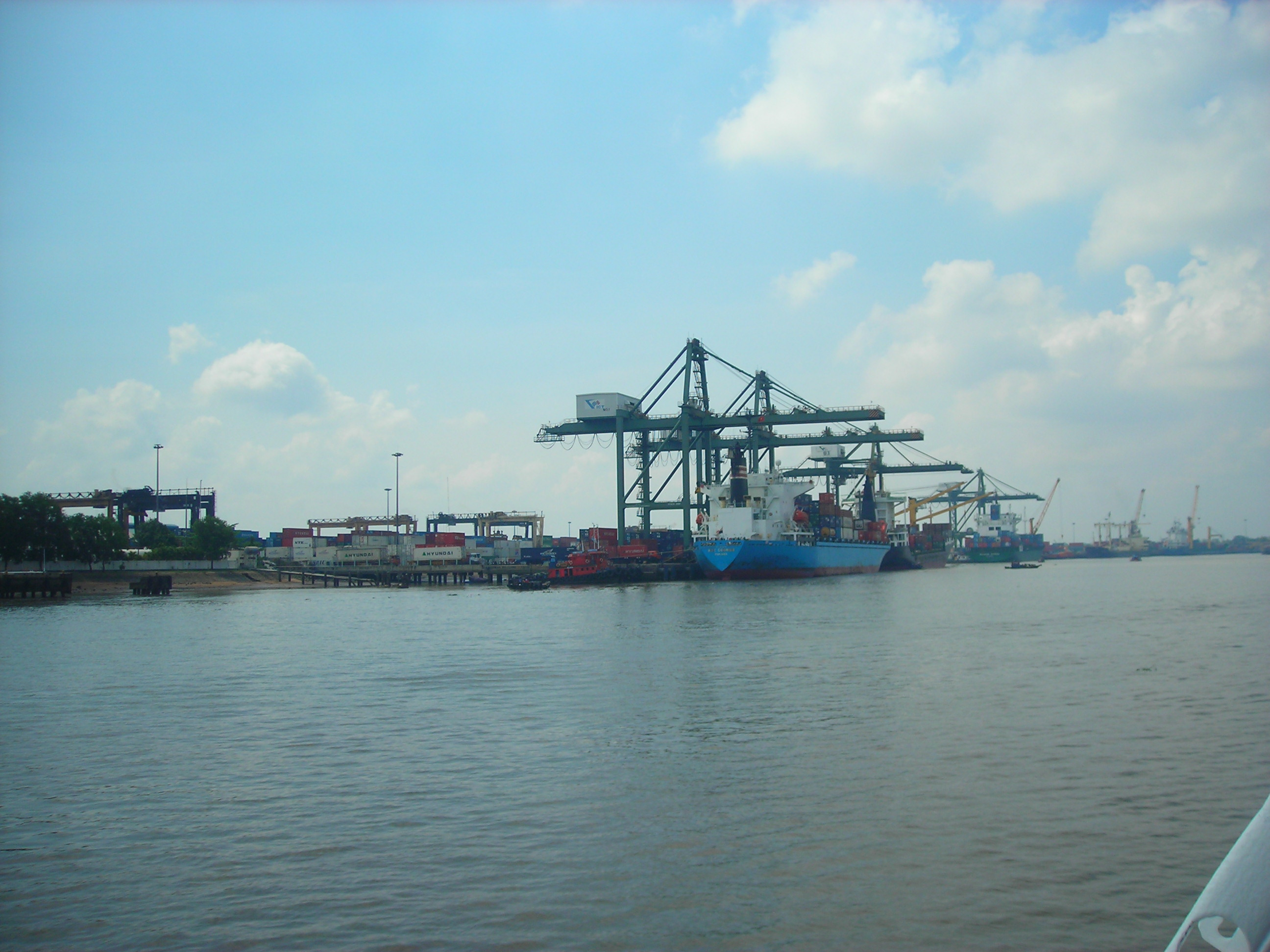
Cảng Sài Gòn ở Thành phố Hồ Chí Minh.